# Popcorn (film 1991)
Popcorn è un film horror del 1991 diretto da Mark Herrier e Alan Ormsby.

## Trama
La giovane aspirante sceneggiatrice Maggie (Jill Schoelen) è ossessionata da un incubo ricorrente, in cui una madre e una figlia vengono uccisi da un serial killer. Nella scuola di cinema, da lei frequentata per autofinanziarsi, gli studenti organizzano una maratona di film horror.

## Distribuzione e incassi
Popcorn uscì al cinema negli USA il 1º febbraio 1991 e incassò 4,2 milioni di dollari.